# 北塔拉瓦

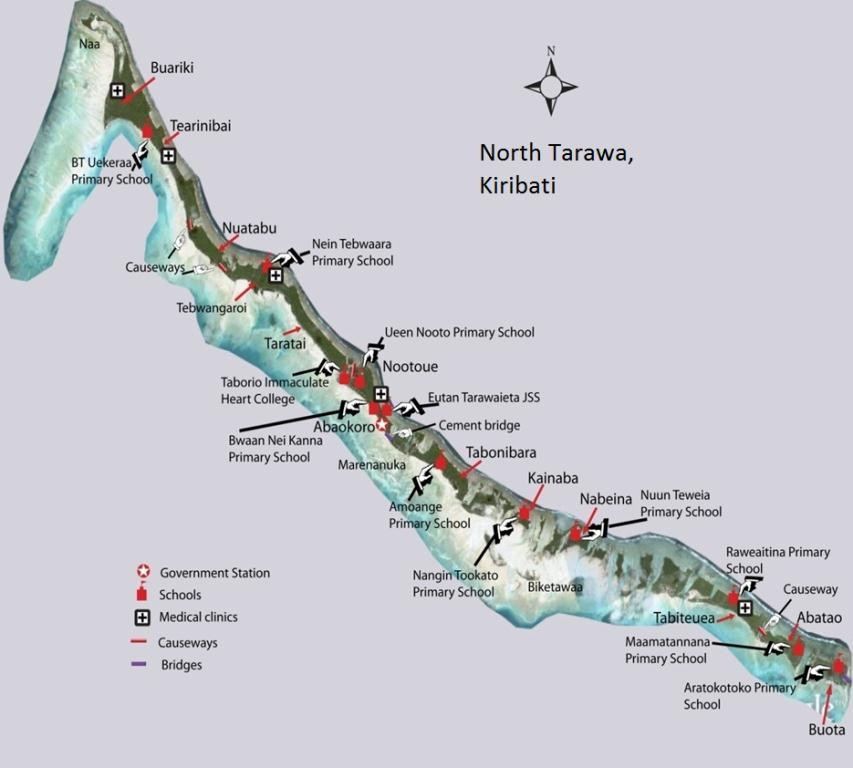
北塔拉瓦地图

北塔拉瓦是基里巴斯的一串小岛，从塔拉瓦环礁北部的布阿里基岛延伸至南部的布奥塔岛。2015年，它的人口为6629。行政上，它与邻近的南塔拉瓦分开，由位于阿巴奥科罗岛的优坦塔拉瓦委员会管理。